# Gartenhaus Fontenay

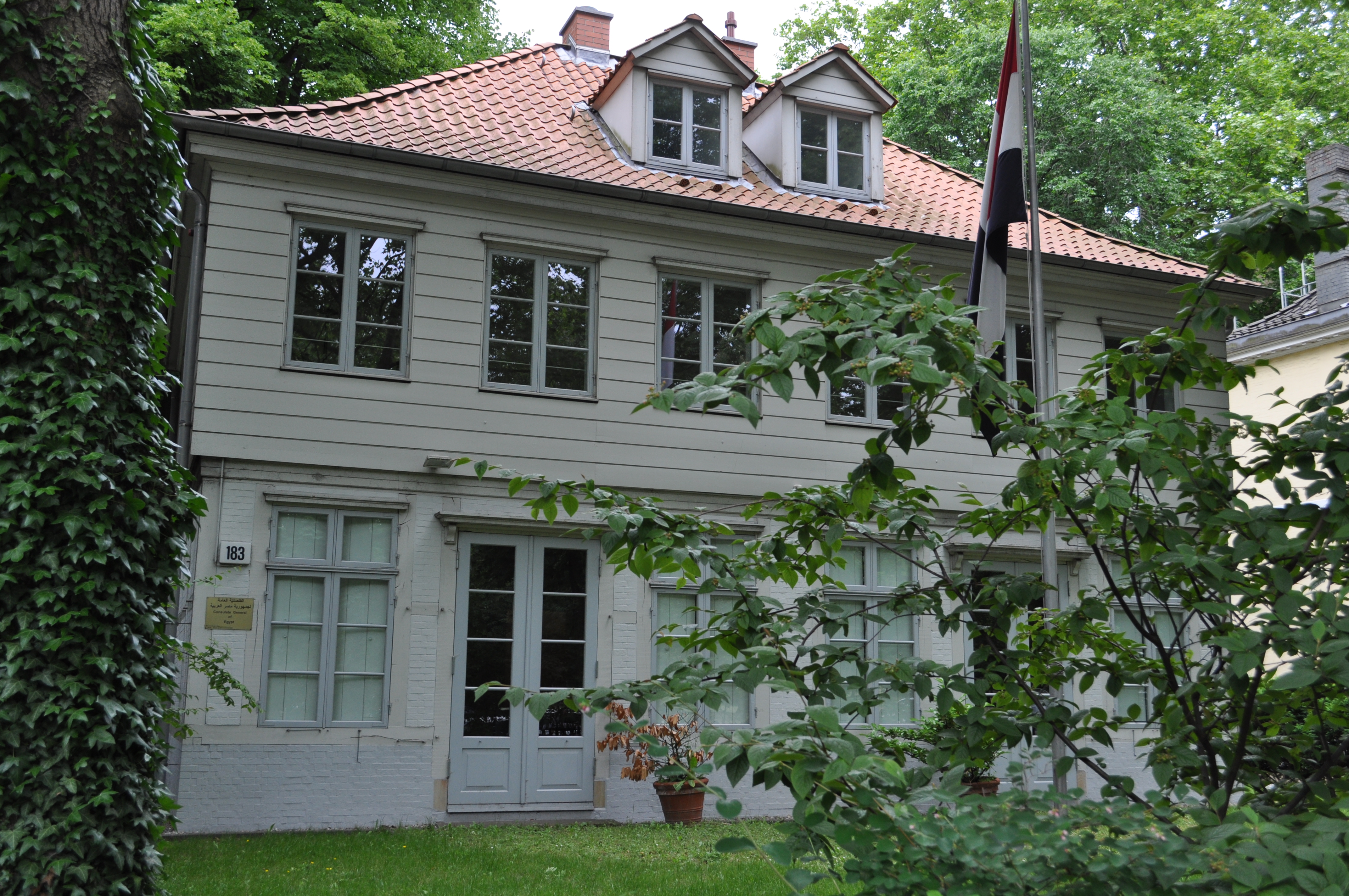
Das Gartenhaus von John Fontenay

Das Gartenhaus Fontenay am Mittelweg 183 in Hamburg-Rotherbaum ist das ehemalige Gartenhaus John Fontenays. Es wird im Volksmund aufgrund seiner Bauweise auch „Goethes Gartenhaus“ genannt.

## Lage
Das Gebäude steht am Mittelweg bei Einmündung der Straße Klein Fontenay im Stadtteil Rotherbaum neben dem ehemaligen Wohnhaus Fontenays nahe dem südwestlichen Ufer der Hamburger Außenalster.

## Geschichte
Das Haus wurde ungefähr 1815 erbaut und 1822 erstmals aktenkundig genannt. Es handelte sich ursprünglich um ein Doppel-Mietshaus mit den Hausnummern 183 und 184. Das Bauwerk wurde während des Ersten und Zweiten Weltkriegs nicht beschädigt.
Nachdem der Vorstand der Fontenay-Stiftung 1954 entschieden hatte, das Erbbaurecht für das Grundstück an die Stadt Hamburg zu vergeben, überlegte diese, das Gebäude als Gästehaus für das nahegelegene Max-Planck-Institut zu nutzen. Diese Pläne wurden jedoch nicht realisiert; stattdessen verfiel das von der SAGA verwaltete Gebäude in den Folgejahren. 1997 zog der letzte Mieter aus. Am 24. Juni 2000 wurde das Haus aufgrund von Brandstiftung schwer beschädigt. Da in den Folgemonaten keine baulichen Maßnahmen erfolgten, bezeichnete die Bildzeitung das Gebäude im November 2000 als „Spukhaus von Rotherbaum“. Das Haus wurde mehr als zwei Jahre später von der Stiftung Denkmalpflege saniert und wird seitdem von der Stiftung vermietet. Seit 2008 ist es Sitz des Ägyptischen Generalkonsulats.
Das Haus steht heute unter Denkmalschutz.